# Schrankia microscopica
Schrankia microscopica is een vlinder uit de familie spinneruilen (Erebidae). De wetenschappelijke naam is voor het eerst geldig gepubliceerd in 1962 door Berio.
De soort komt voor in tropisch Afrika.